# Fàtima Sultan
Fàtima Sultan fou la mare de Sayyid Burhan Khan darrer kan de Kassímov. A la mort d'aquest vers 1680 els seus descendents van portar el títol de príncep com els altres de l'imperi, amb possessions privades però sense feu. La seva nissaga es va conservar però durant uns mesos la mare del darrer kan, Fàtima Sultan, fou reconeguda com a tsaritza i va poder exercir els mateixos drets que havia exercit el seu fill, de manera vitalícia, fins que va morir segurament el 1681.